# ウィニング・ラン (映画)
『ウィニング・ラン』（原題:Turbo Time）は、1983年のイタリア映画。

## 概要
1980年代の2輪レース、F1グランプリの裏側を捉えたドキュメンタリー映画。
映画『ポールポジション』とほぼ同じスタッフにより制作されたが、ポールポジションがF1グランプリを中心に扱ったのに対して、本作は2輪レースを中心にし、1980年代のF1の様子も紹介されている。レース好きで有名な俳優ポール・ニューマンが一瞬ではあるが登場している。

## 使用された記録映像
- 1983年2輪オランダグランプリ　フランコ・ウンチーニの転倒後ワイン・ガードナーとの接触事故
- 1982年ベルギーグランプリ　ジル・ヴィルヌーヴ死亡事故

その他、マルコ・ルッキネリ、ケニー・ロバーツ、フレディー・スペンサー、ランディ・マモラ、バリー・シーン、ジャコモ・アゴスチーニ、片山敬済、ニキ・ラウダ、マリオ・アンドレッティの当時の映像が紹介される。

## DVD
日本国内では2007年にジェネオン エンタテインメントからDVDが発売されているが、イタリア語吹き替えバージョンで、1983年に日本公開された英語バージョンとは若干編集が異なっている。

## スタッフ
- 監督・編集：マリオ・モッラ
- 制作：アントニオ・クリマーティ
- 撮影：エンニオ・グアルニエリ、ダニロ・デシデリ、ヤン・デ・ボン
- 音楽：ダニエル・パトゥッチ